# Ассоциация Лейбница
Ассоциация Лейбница (нем. Leibniz-Gemeinschaft, полное название: нем. Wissenschaftsgemeinschaft Gottfried Wilhelm Leibniz e.V.) — объединение немецких научно-исследовательских организаций. Ассоциация названа в честь немецкого математика и философа Готфрида Вильгельма Лейбница.
 
По состоянию на 2018 год в Ассоциации Лейбница состоит 95 независимых научных учреждений, в которых работают около 20 000 человек, в том числе 10 000 исследователей. Институты финансируются в равных долях федеральным правительством и федеральными землями, годовой бюджет ассоциации составляет около 1,9 миллиарда евро.

## Секции и институты Ассоциации Лейбница
Члены Ассоциации Лейбница образуют пять профильных секций. Основными задачами секций являются сотрудничество и обмен научным опытом, а также содействие молодым исследователям.

### Секция A − Гуманитарные и образовательные науки
| Название учреждения                                                           | Местонахождение    | Аббревиатура |
| Немецкий музей горного дела                                                   | Бохум              | DBM          |
| Институт еврейской истории и культуры им. Симона Дубнова                      | Лейпциг            | DI           |
| Немецкий институт образования взрослых                                        | Бонн               | DIE          |
| Институт образовательных исследований и информации Ассоциации Лейбница        | Франкфурт-на-Майне | DIPF         |
| Немецкий музей                                                                | Мюнхен             | DM           |
| Немецкий музей судоходства                                                    | Бремерхафен        | DSM          |
| Институт исследования учебников им. Георга Эккерта                            | Брауншвейг         | GEI          |
| Немецкий национальный музей                                                   | Нюрнберг           | GNM          |
| Институт истории и культуры Восточной Европы Ассоциации Лейбница              | Лейпциг            | GWZO         |
| Институт исторических исследований Центральной и Восточной Европы им. Гердера | Марбург            | HI           |
| Институт немецкого языка                                                      | Мангейм            | IDS          |
| Институт современной истории                                                  | Мюнхен – Берлин    | IfZ          |
| Институт европейской истории Ассоциации Лейбница                              | Майнц              | IEG          |
| Институт исследования Восточной и Юго-Восточной Европы Ассоциации Лейбница    | Регенсбург         | IOS          |
| Институт педагогики естественнонаучного образования Ассоциации Лейбница       | Киль               | IPN          |
| Leibniz-Institut für Wissensmedien Ассоциации Лейбница                        | Тюбинген           | IWM          |
| Leibniz-Institut für Bildungsverläufe                                         | Бамберг            | LIfBi        |
| Центральный римско-германский музей                                           | Майнц              | RGZM         |
| Центр общего языкознания Ассоциации Лейбница                                  | Берлин             | ZAS          |
| Центр литературных и культурных исследований Ассоциации Лейбница              | Берлин             | ZfL          |
| Центр современного востоковедения Ассоциации Лейбница                         | Берлин             | ZMO          |
| Центр психологической информации и документации Ассоциации Лейбница           | Трир               | ZPID         |
| Центр исследований современной истории Ассоциации Лейбница                    | Потсдам            | ZZF          |

### Секция B − Экономические и социальные науки
| Название учреждения                                                               | Местонахождение    | Аббревиатура |
| Академия территориальных исследований и планирования Ассоциации Лейбница          | Ганновер           | ARL          |
| Немецкий институт экономических исследований                                      | Берлин             | DIW          |
| Институт социальных наук Ассоциации Лейбница                                      | Мангейм            | GESIS        |
| Немецкий институт глобальных и региональных исследований                          | Гамбург            | GIGA         |
| Институт исследований СМИ им. Ханса Бредова                                       | Гамбург            | HBI          |
| Гессенский фонд изучения проблем мира и конфликтов                                | Франкфурт-на-Майне | HSFK         |
| Институт аграрного развития в странах с переходной экономикой Ассоциации Лейбница | Галле              | IAMO         |
| Институт региональной географии Ассоциации Лейбница                               | Лейпциг            | IfL          |
| Институт экономических исследований Мюнхенского университета                      | Мюнхен             | ifo          |
| Институт мировой экономики                                                        | Киль               | IfW          |
| Институт экологического развития территорий Ассоциации Лейбница                   | Дрезден            | IÖR          |
| Институт исследований общества и пространства Ассоциации Лейбница                 | Эркнер             | IRS          |
| Институт экономических исследований Ассоциации Лейбница                           | Галле              | IWH          |
| Рейнско-Вестфальский институт экономических исследований                          | Эссен              | RWI          |
| Берлинский научный центр социальных исследований                                  | Берлин             | WZB          |
| Германская национальная экономическая библиотека                                  | Киль               | ZBW          |
| Центр европейских экономических исследований                                      | Манхайм            | ZEW          |

### Секция C − Науки о жизни
| Название учреждения                                                                    | Местонахождение    | Аббревиатура |
| Институт профилактики и эпидемиологии Ассоциации Лейбница                              | Бремен             | BIPS         |
| Институт тропической медицины им. Бернхарда Нохта                                      | Гамбург            | BNITM        |
| Немецкий центр диабета Дюссельдорфского университета                                   | Дюссельдорф        | DDZ          |
| Немецкий институт питания                                                              | Нутеталь           | DIfE         |
| Немецкий центр изучения приматов                                                       | Гёттинген          | DPZ          |
| Немецкая коллекция микроорганизмов и клеточных культур                                 | Брауншвейг         | DSMZ         |
| Немецкий центр изучения ревматизма                                                     | Берлин             | DRFZ         |
| Институт биологии сельскохозяйственных животных Ассоциации Лейбница                    | Думмерсторф        | FBN          |
| Институт старения им. Фрица Липмана                                                    | Йена               | FLI          |
| Институт молекулярной фармакологии Ассоциации Лейбница                                 | Берлин             | FMP          |
| Исследовательский центр Борстеля                                                       | Борстель           | FZB          |
| Институт исследования природных материалов и инфекционной биологии им. Ганса Кнёлля    | Йена               | HKI          |
| Институт экспериментальной вирусологии и иммунологии им. Генриха Петте                 | Гамбург            | HPI          |
| Leibniz-Institut für Arbeitsforschung Дортмундcкого технического университета          | Дортмунд           | IfADo        |
| Институт биохимии растений Ассоциации Лейбница                                         | Галле              | IPB          |
| Институт генетики растений и растениеводства Ассоциации Лейбница                       | Гатерслебен        | IPK          |
| Институт экологической медицины Ассоциации Лейбница                                    | Дюссельдорф        | IUF          |
| Институт зоологии и дикой природы Ассоциации Лейбница                                  | Берлин             | IZW          |
| Институт нейробиологии Ассоциации Лейбница                                             | Магдебург          | LIN          |
| Leibniz-Institut für Lebensmittel-Systembiologie Мюнхенского технического университета | Фрайзинг           | LSB          |
| Музей естествознания                                                                   | Берлин             | MfN          |
| Зенкенбергское общество естествознания                                                 | Франкфурт-на-Майне | SGN          |
| Зоологический музей Кёнига                                                             | Бонн               | ZFMK         |

### Секция D − Математика, естественные и инженерные науки
| Название учреждения                                                           | Местонахождение    | Аббревиатура |
| Потсдамский астрофизический институт Ассоциации Лейбница                      | Потсдам            | AIP          |
| Институт интерактивных материалов Ассоциации Лейбница                         | Ахен               | DWI          |
| Институт высокочастотной техники им. Фердинанда Брауна                        | Берлин             | FBH          |
| Институт информационной инфраструктуры Ассоциации Лейбница                    | Карлсруэ           | FIZ KA       |
| Институт атмосферной физики Ассоциации Лейбница                               | Кюлунгсборн        | IAP          |
| Институт физики твердого тела и исследования материалов Ассоциации Лейбница   | Дрезден            | IFW          |
| Институт инновационной микроэлектроники Ассоциации Лейбница                   | Франкфурт-на-Одере | IHP          |
| Институт выращивания кристаллов Ассоциации Лейбница                           | Берлин             | IKZ          |
| Институт новых материалов Ассоциации Лейбница                                 | Саарбрюккен        | INM          |
| Институт физики плазмы и плазменных технологий Ассоциации Лейбница            | Грайфсвальд        | INP          |
| Институт модификаций поверхности Ассоциации Лейбница                          | Лейпциг            | IOM          |
| Институт исследования полимеров Ассоциации Лейбница                           | Дрезден            | IPF          |
| Институт фотонных технологий Ассоциации Лейбница                              | Йена               | IPHT         |
| Институт аналитических исследований Ассоциации Лейбница                       | Дортмунд           | ISAS         |
| Институт технологии материалов Ассоциации Лейбница                            | Бремен             | IWT          |
| Институт физики Солнца им. Кипенхойера                                        | Фрайбург           | KIS          |
| Институт катализа Ассоциации Лейбница Ростокского университета                | Росток             | LIKAT        |
| Центр информатики Ассоциации Лейбница                                         | Вадерн             | LZI          |
| Институт нелинейной оптики и спектроскопии коротких импульсов им. Макса Борна | Берлин             | MBI          |
| Математический институт Обервольфаха                                          | Обервольфах        | MFO          |
| Институт твердотельной электроники им. Пауля Друде                            | Берлин             | PDI          |
| Немецкая национальная научно-техническая библиотека                           | Ганновер           | TIB          |
| Институт прикладного анализа и стохастики им. Вейерштрасса                    | Берлин             | WIAS         |

### Секция E − Экологические науки
| Название учреждения                                                          | Местонахождение | Аббревиатура |
| Институт сельскохозяйственной инженерии и биоэкономики Ассоциации Лейбница   | Потсдам         | ATB          |
| Институт пресноводной экологии и внутреннего рыболовства Ассоциации Лейбница | Берлин          | IGB          |
| Институт овощеводства и декоративного цветоводства Ассоциации Лейбница       | Гросберен       | IGZ          |
| Институт исследования Балтийского моря Ассоциации Лейбница                   | Варнемюнде      | IOW          |
| Институт прикладной геофизики Ассоциации Лейбница                            | Ганновер        | LIAG         |
| Потсдамский институт изучения климатических изменений                        | Потсдам         | PIK          |
| Институт тропосферных исследований Ассоциации Лейбница                       | Лейпциг         | TROPOS       |
| Центр агроландшафтных исследований Ассоциации Лейбница                       | Мюнхеберг       | ZALF         |
| Центр тропической морской экологии Ассоциации Лейбница                       | Бремен          | ZMT          |

## Президенты Ассоциации Лейбница
- 1995 – 1998 Ингольф Хертель.[нем.]
- 1998 – 2001 Франк Побелл[нем.]
- 2001 – 2005 Ханс-Олаф Хенкель[нем.]
- 2005 – 2010 Эрнст Теодор Ритшел[нем.]
- 2010 – 2014 Карл Ульрих Майер[нем.]
- с 1 июля 2014 Маттиас Кляйнер[нем.]

## Ссылка
- Официальная веб-страница Ассоциации Лейбница